# Neptunus (mytologi)

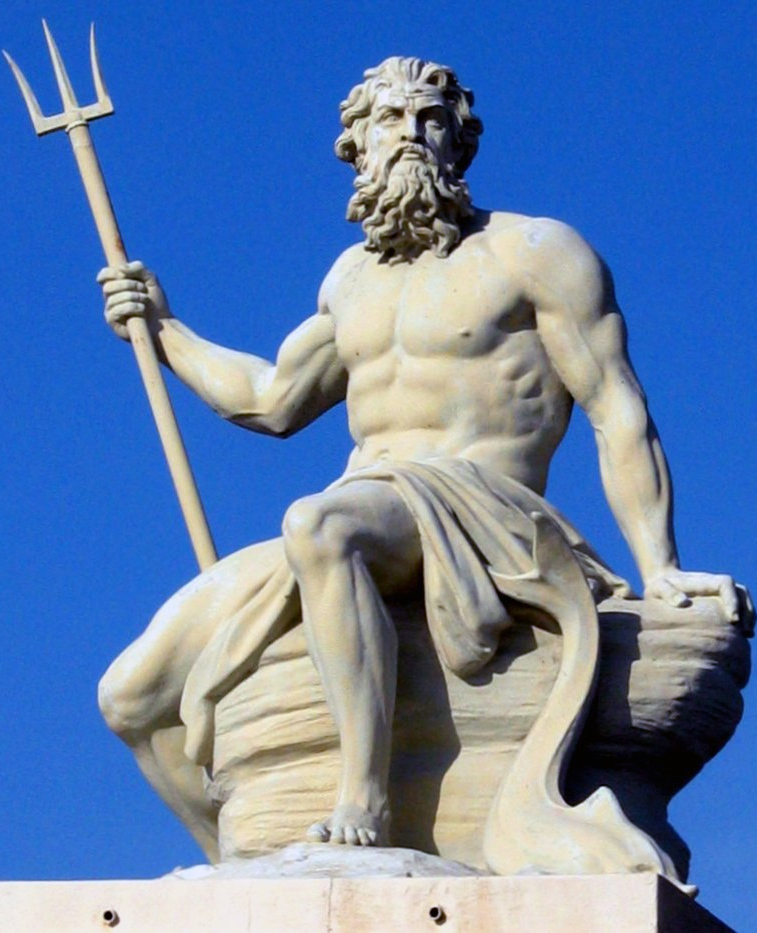
Neptunus

Neptunus var en havsgud i romersk mytologi. Han var mindre mäktig än Poseidon, hans motsvarighet i den grekiska mytologin. Neptunus gestaltades som en skäggig man med krona och treudd, hans särskilda attribut.
Neptunus var sannolikt vattnets eller fuktighetens gud överhuvudtaget. Hans fest, Neptunalia firades i juli, årets hetaste månad, antagligen till skydd mot torka. Neptunus gemål var gudinnan Salacia.
Planeten Neptunus har namngivits efter guden.